# Četvrti saziv Hrvatskog sabora
| ██ SDP (43) ██ HSLS (25) ██ PGS (2) ██ SBHS (1) ██ HSS (17) ██ IDS (4) ██ HNS (2) ██ LS (2) | ██ HDZ (46) ██ HKDU (1) ██ HSP (4) ██ SNS (1) ██ Nezavisni zastupnici (3) |

Četvrti saziv Hrvatskog sabora konstituiran je 2. veljače 2000., a odluku o svome raspuštanju donio je 17. listopada 2003. godine. U ovaj saziv Hrvatskog sabora bilo je izabrano 151 zastupnika.

## Predsjednik, potpredsjednici, tajnik
Dužnost predsjednika Hrvatskog sabora u petom sazivu obnašao je Zlatko Tomčić (HSS).
Potpredsjednici Hrvatskoga sabora bili su:
- Mato Arlović (SDP),
- Baltazar Jalšovec (LIBRA),
- Ivica Kostović (HDZ),
- Vlatko Pavletić (HDZ) i
- Zdravko Tomac (SDP).

## Zastupnici u četvrtom sazivu
- Adlešić, Đurđa
- Arlović, mr. sc. Mato
- Babić-Petričević, Zdenka
- Bajt, Marija
- Baletić, Branka
- Baričević, Marko
- Bebić, Luka
- Beljo, Ante
- Biga Friganović, Snježana
- Borovčak, Sonja
- Brož, Viktor
- Buconjić, Ivica
- Budiša, Dražen
- Bušić, mr. sc. Zdravka
- Canjuga, Zlatko
- Caparin, Karmela
- Čehok, dr. sc. Ivan
- Čizmadija, Diana
- Čuhnil, mr. sc. Zdenka
- Ćesić, Ljubo
- Debeljuh, Lucija
- Dečak, Đuro
- Didović, Mirjana
- Dragović, Željko
- Drandić, Valter
- Đapić, Anto
- Đukić, Milan
- Fabijanić, Ivo
- Ferić-Vac, Mirjana
- Fižulić, Goranko
- Furdek, Miroslav
- Gašparić, Krunoslav
- Glavan, mr. sc. Željko
- Glavaš, Branimir
- Glovacki-Bernardi, dr. sc. Zrinjka
- Godek, Mladen
- Golubić, Josip
- Gorinšek, Karl
- Grabovac, Ante
- Graljuk, Borislav
- Granić, dr. sc. Mate
- Haramija, Zdenko
- Henezi, Stjepan
- Herman, dr. sc. Vilim
- Horvat, Dubravka
- Ivaniš, dr. sc. Nikola
- Jalšovec, Baltazar
- Janjić, Želimir
- Jarnjak, Ivan
- Jukić, Mate
- Jukić, Vlado
- Jurić, Damir
- Jurjević, Marin
- Kajin, Damir
- Kalinić, Pavle
- Kalmeta, Božidar
- Kapetanović, Sanja
- Katarinčić-Škrlj, Jadranka
- Kojić, Slavko
- Kolar, Ivan
- Kontić, Joško
- Kordić, Krunoslav
- Korenika, Miroslav
- Kosor, Jadranka
- Kostović, Ivica
- Kovač, Mario
- Kovač, Milan
- Kovačević, dr. sc. Anto
- Kovačićek, Krešo
- Kraljević, dr. sc. Hrvoje
- Kramarić, dr. sc. Zlatko
- Krapljan, Željko
- Krpina, Drago
- Kučar, Franjo
- Kuhta, Ljiljana
- Lalić, Ljubica
- Leko, Josip
- Lendić, Vedran
- Lončar, Ivo
- Lugarić, Marija
- Mačina, Marijan
- Mahač, Boris
- Malević, Željko
- Markov, Ante
- Maršić, Marijan
- Mateša, mr. sc. Zlatko
- Matulović-Dropulić, Marina
- Meštrović, Romano
- Mijalić, Jadranko
- Milas, Ivan
- Miljavac, Pavao
- Mintas-Hodak, dr. sc. Ljerka
- Nikolić, Dorica
- Ninić, Ivan
- Njavro, dr. sc. Đuro
- Njavro, Juraj
- Odak, Josip
- Opačić, Milanka
- Pašalić, Ivić
- Pavković, Josip
- Pavletić, akademik Vlatko
- Pavlic, Željko
- Penić, mr. sc. Ivan
- Pešić-Bukovac, Dorotea
- Petir, Marijana
- Pleša, Velimir
- Podlipec, Vesna
- Poropat, Valter
- Pusić, dr. sc. Vesna
- Radić, dr. sc. Jure
- Radin, dr. sc. Furio
- Radoš, Jozo
- Reihl-Kir, Jadranka
- Roić, Luka
- Rožić, mr. sc. Miroslav
- Sanader, dr. sc. Ivo
- Santo, Tibor
- Sedmak, Katica
- Sesar, Josip
- Stazić, Nenad
- Šantić, Darko
- Šeks, Vladimir
- Šepčić, Vladimir
- Šešelj, Zlatko
- Šetić, mr. sc. Nevio
- Šimatović, Zoran
- Škare-Ožbolt, Vesna
- Škarić, Ivan
- Škrabalo, mr. sc. Ivo
- Šlaus, akademik Ivo
- Štajduhar, mr. sc. Ivan
- Šuica, Dubravka
- Šuker, Ivan
- Tadić, dr. sc. Tonči
- Tafra, Ivica
- Tomac, dr. sc. Zdravko
- Tomčić, Zlatko
- Torbar, dr. sc. Josip
- Trconić, Luka
- Tušek, Branislav
- Valentić, Nikica
- Vasilić, Darijo
- Vidiček, mr. sc. Zorko
- Vojvoda, Hrvoje
- Vrus, Dragutin
- Vukić, Dario
- Vukušić, Dragutin
- Zgrebec, Dragica
- Žitnik, Petar
- Živković, Stjepan
- Žuvela, Tonči